# Dubuisson (Québec)
Dubuisson est un quartier de la ville de Val-d'Or de la région administrative Abitibi-Témiscamingue. Auparavant, il était une municipalité et un canton.
Ce nom a été donné en l'honneur d'un ancien major de la Nouvelle France, Jacques-Charles Renaud Dubuisson.

## Histoire
Avec l'arrivée du chemin de fer, le canton de Dubuisson est créé en 1920. Plus tard, en 1982, Dubuisson devient une municipalité et en 2002, un quartier de Val-d'Or. 
Le canton de Dubuisson est fréquenté par des prospecteurs dans le début des années 1910. Les mines Gale, Kiena, la Shawkey et la Parker Island y sont découvertes en 1911 et 1912. 
Dans le cadre du Plan Vautrin, en 1934, une vingtaine de colonisateurs s'y établissent en 1934. 
En septembre 1983, le Conseil municipal de Dubuisson demande un moratoire de deux ans de coupes commerciales de bois dans la forêt Piché-Lac Lemoine, une réserve faunique. Dix ans plus tard, en 1993, sont inaugurés les sentiers de l'École buissonnière de la rivière Piché par le Regroupement écologiste de Val-d'Or et des environs (REVE). Le président, Henri Jacob, a inauguré le site en présence du chanteur et poète Gilles Vigneault.  